# گوانگشی
گوانگ‌شی (به ژوانگ: Gvangjsih)(به چینی: 广西، به پین‌یین: Guǎngxī)، با نام کامل منطقه خودمختار گوانگشی ژوانگ (به ژوانگ: Gvangjsih Bouxcuengh Swcigih)(به چینی: 广西壮族自治区، به پین‌یین: Guǎngxī Zhuàngzú Zìzhìqū) یکی از مناطق خودمختار کشور چین است. این منطقهٔ خودمختار از ارتقاء «استان گوانگشی» برای تحقق حق خودمختاری مردم ژوانگ ایجاد شد.
مرکز این منطقه شهر نانینگ است.
جمعیت منطقه خودمختار گوانگشی ژوانگ بیش از پنجاه میلیون نفر است که دهمین استان/منطقه پرجمعیت چین به حساب می‌آید.
از جمعیت ۵۰ میلیونی این منطقه، حدود ۳۱٪، یعنی معادل ۱۵ میلیون مردم ژوانگ تشکیل می دهند. مردم ژوانگ پرجمعیت‌ترین اقلیت قومی چین به حساب می آیند. حدود ۶۳٪ جمعیت گوانگشی را مردم هان (چینی‌زبانان)، و ۶٪ دیگر را سایر اقلیت‌های قومی تشکیل می‌دهند.
گوانگشی در جنوب کشور چین و در همسایگی کشور ویتنام قرار دارد.

## نگارخانه

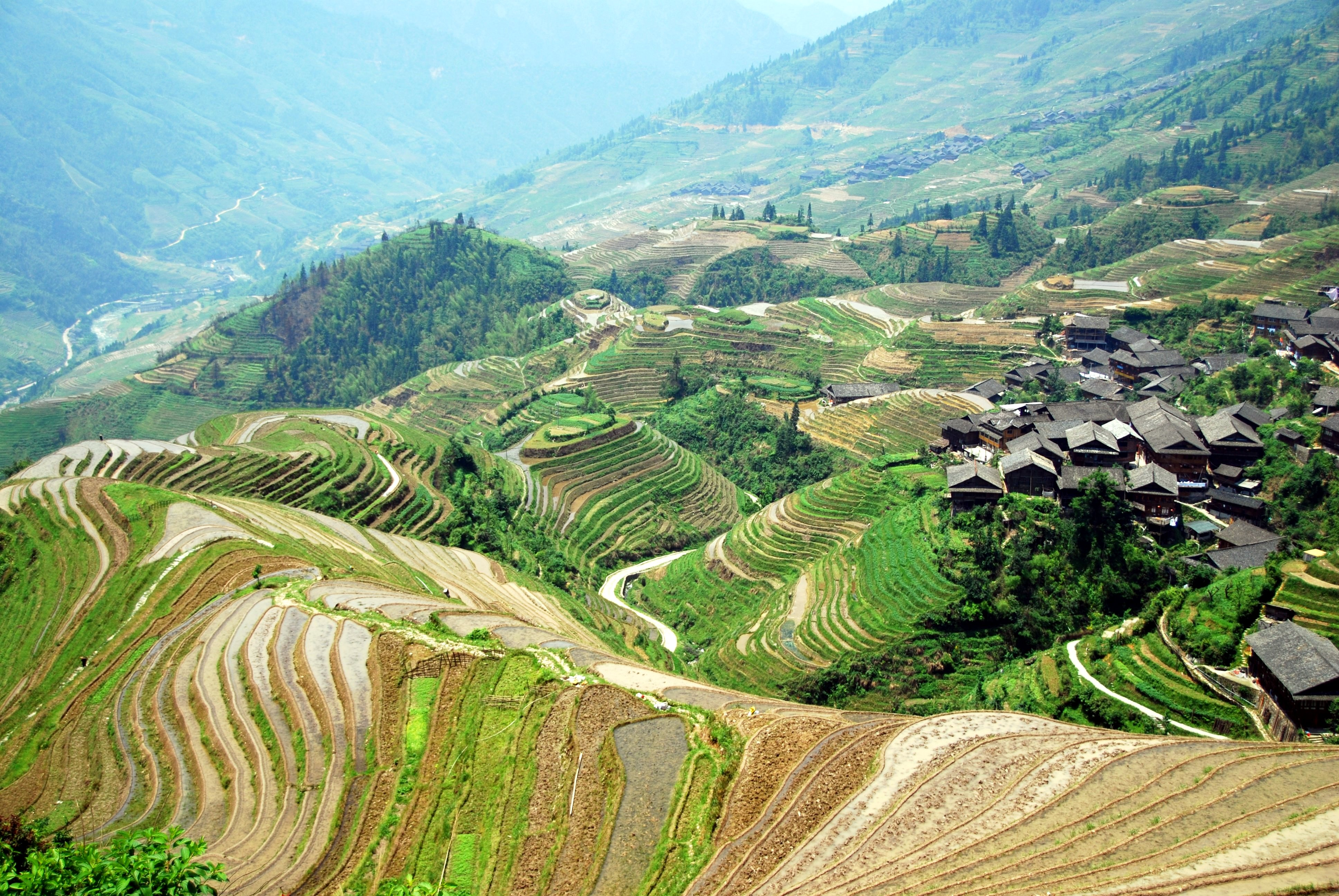
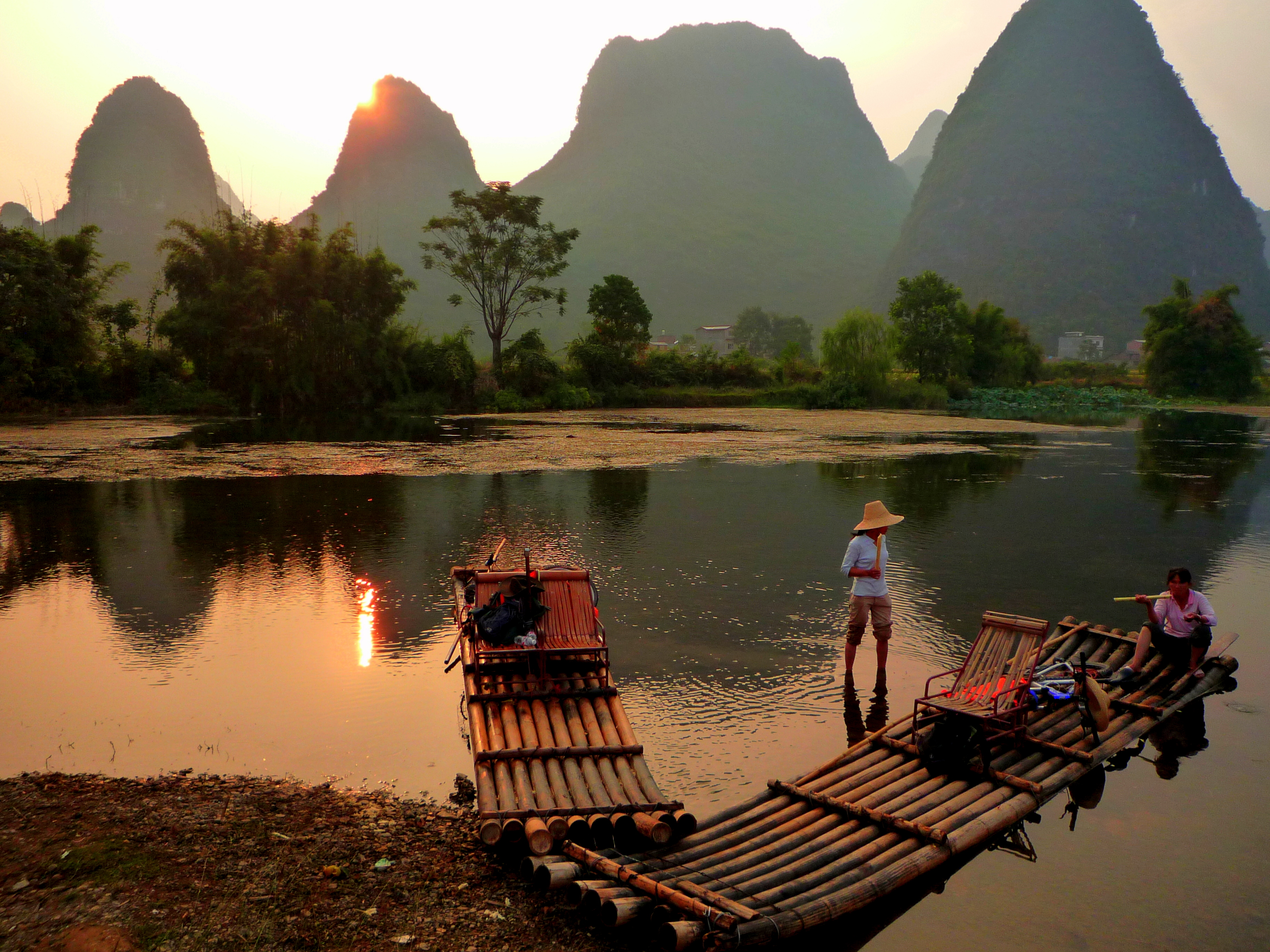
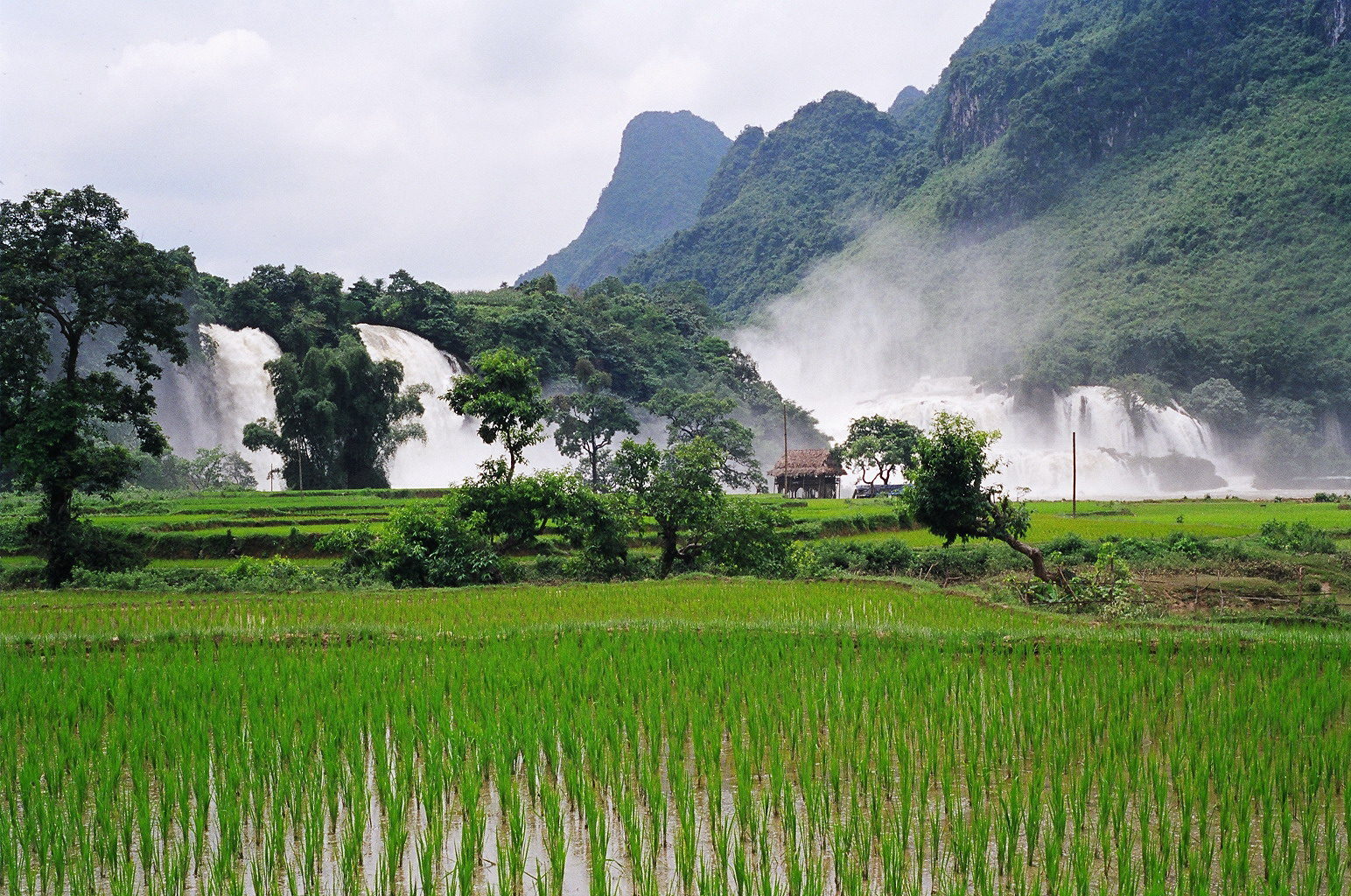

## ولایت‌ها
|    |                                    |          |                   |                    |            |           |  |  |  |
|    | نام                                | چینی     | پین‌یین            | زبان ژوانگ         | جمعیت-۱۳۹۹ | مساحت     |  |  |  |
| ۱  | شهر بایسه (شهر در سطح ولایت)       | 百色市   | Bǎisè Shì         | Bwzswz Si          | ۳٬۵۷۱٬۵۰۵  | ۳۶٬۲۰۳٫۸۵ |  |  |  |
| ۲  | شهر هه‌چی (شهر در سطح ولایت)        | 河池市   | Héchí Shì         | Hozciz Si          | ۳٬۴۱۷٬۹۴۵  | ۳۳٬۴۸۷٫۶۵ |  |  |  |
| ۳  | شهر لیوژوو (شهر در سطح ولایت)      | 柳州市   | Liǔzhōu Shì       | Liujcouh Si        | ۴٬۱۵۷٬۹۳۴  | ۱۸٬۵۹۶٬۶۴ |  |  |  |
| ۴  | شهر گویلین (شهر در سطح ولایت)      | 桂林市   | Guìlín Shì        | Gveilinz Si        | ۴٬۹۳۱٬۱۳۷  | ۲۷٬۶۶۷٫۲۸ |  |  |  |
| ۵  | شهر هه‌ژوو (شهر در سطح ولایت)       | 贺州市   | Hézhōu Shì        | Hocouh Si          | ۲٬۰۰۷٬۸۵۸  | ۱۱٬۷۷۱٫۵۴ |  |  |  |
| ۶  | شهر چونگزوو (شهر در سطح ولایت)     | 崇左市   | Chóngzuǒ Shì      | Cungzcoj Si        | ۲٬۰۸۸٬۶۹۲  | ۱۷٬۳۴۵٫۴۷ |  |  |  |
| ۷  | شهر ناننینگ (شهر در سطح ولایت)     | 南宁市   | Nánníng Shì       | Namzningz Si       | ۸٬۷۴۱٬۵۸۴  | ۲۲٬۰۹۹٫۳۱ |  |  |  |
| ۸  | شهر لایبین (شهر در سطح ولایت)      | 来宾市   | Láibīn Shì        | Laizbinh Si        | ۲٬۰۷۴٬۶۱۱  | ۱۳٬۳۹۱٫۵۹ |  |  |  |
| ۹  | شهر گویگانگ (شهر در سطح ولایت)     | 贵港市   | Guìgǎng Shì       | Gveigangj Si       | ۴٬۳۱۶٬۲۶۲  | ۱۰٬۶۰۵٫۴۴ |  |  |  |
| ۱۰ | شهر ووژوو (شهر در سطح ولایت)       | 贵港市   | Wúzhōu Shì        | Ngouzcouh Si       | ۲٬۸۲۰٬۹۷۷  | ۱۲٬۵۶۲٫۴۴ |  |  |  |
| ۱۱ | شهر فانگ‌چِنگ‌گانگ (شهر در سطح ولایت) | 防城港市 | Fángchénggǎng Shì | Fangzcwngzgangj Si | ۱٬۰۴۶٬۰۶۸  | ۶٬۱۸۱٫۱۹  |  |  |  |
| ۱۲ | شهر چینژوو (شهر در سطح ولایت)      | 钦州市   | Qīnzhōu Shì       | Ginhcouh Si        | ۳٬۳۰۲٬۲۳۸  | ۱۰٬۸۲۰٫۸۵ |  |  |  |
| ۱۳ | شهر بئی‌های (شهر در سطح ولایت)      | 北海市   | Běihǎi Shì        | Bwzhaij Si         | ۱٬۸۵۳٬۲۲۷  | ۳٬۹۸۸٫۶۷  |  |  |  |
| ۱۴ | شهر یولین (شهر در سطح ولایت)       | 玉林市   | Yùlín Shì         | Yoglinz Si         | ۵٬۷۹۶٬۷۶۶  | ۱۲٬۸۲۸٫۱۱ |  |  |  |

## پیوندها
- وبگاه دولتی گوانگشی